# Mistrzostwa Świata Juniorów w Saneczkarstwie 1986
3. Mistrzostwa Świata Juniorów w saneczkarstwie 1986 odbyły się w zachodnioniemieckim Königssee. Rozegrane zostały trzy konkurencje: jedynki kobiet, jedynki mężczyzn oraz dwójki mężczyzn. W tabeli medalowej najlepsi byli gospodarze imprezy, RFN.

## Wyniki

### Jedynki kobiet
| Medal | Zawodniczka        | Narodowość | Czas | Strata |
| ----- | ------------------ | ---------- | ---- | ------ |
|       | Nadieżda Szmitowa  | ZSRR       |      |        |
|       | Susi Erdmann       | NRD        |      |        |
|       | Veronika Oberhuber | Włochy     |      |        |

### Jedynki mężczyzn
| Medal | Zawodnik            | Narodowość | Czas | Strata |
| ----- | ------------------- | ---------- | ---- | ------ |
|       | Max Burghartswieser | RFN        |      |        |
|       | Heiko Wietasch      | NRD        |      |        |
|       | Arnold Huber        | Włochy     |      |        |

### Dwójki mężczyzn
| Medal | Zawodnicy                      | Narodowość | Czas | Strata |
| ----- | ------------------------------ | ---------- | ---- | ------ |
|       | Uwe Reindl/Max Burghartswieser | RFN        |      |        |
|       | Igor Utkin/Andriej Tussow      | ZSRR       |      |        |
|       | Stefan Krausse/Jan Behrendt    | NRD        |      |        |

## Klasyfikacja medalowa
| Miejsce | Państwo |   |   |   | Razem |
| ------- | ------- | - | - | - | ----- |
| 1.      | RFN     | 2 | 0 | 0 | 2     |
| 2.      | ZSRR    | 1 | 1 | 0 | 2     |
| 3.      | NRD     | 0 | 2 | 1 | 3     |
| 4.      | Włochy  | 0 | 0 | 2 | 2     |